# Santoline petit-cyprès
Pour les articles homonymes, voir Camomille (homonymie).
Santolina chamaecyparissus
Espèce
La Santoline petit cyprès (Santolina chamaecyparissus) aussi appelée camomille de Mahon et « sanguenite », est une espèce de plantes à fleurs de la famille des Astéracées et du genre Santolina.
En France, elle est native de la région méditerranéenne et plantée ou subspontanée ailleurs.

## Description
C'est un sous-arbrisseau.
Les feuilles, grisâtres, sont divisées en nombreux lobes comme celles d'un cyprès. Les fleurs sont jaunes.

## Usages
La Santoline petit-cyprès a de nombreux usages :
- culinaire : Dans la soupe du ramadan des régions de El Bayadh et Béchar (Algérie), la santoline est utilisée moulue ; on ne peut l'utiliser que dans la soupe (harira).
- plante médicinale : la poudre de semence et l’huile essentielle sont prescrites pour expulser les parasites intestinaux, en particulier le ténia[3],
- parfumerie : une huile parfumée peut être extraite de la plante. Les feuilles sont également appropriées pour une utilisation en pot pourri,
- antimite : les branches peuvent être suspendues dans des armoires pour repousser les mites[4],
- succédané de tabac,
- cosmétique : utilisé comme tonique.

## Galerie

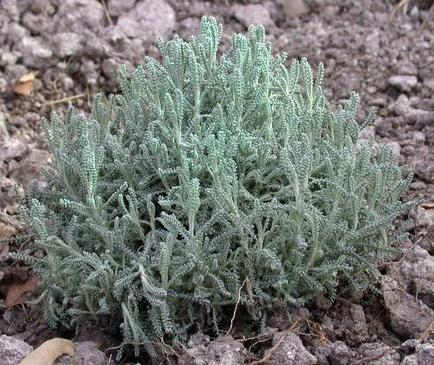
Santoline petit-cyprès
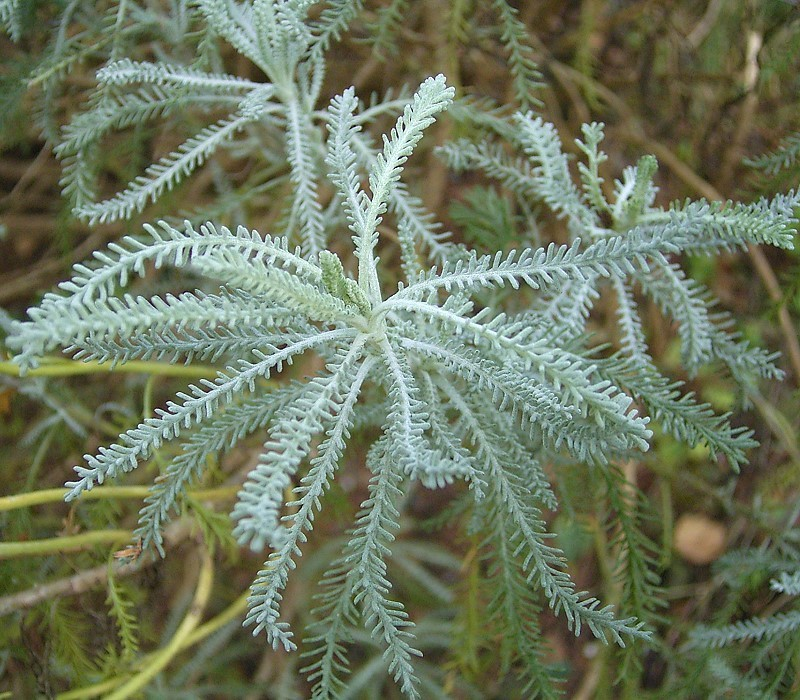
Détail de la plante
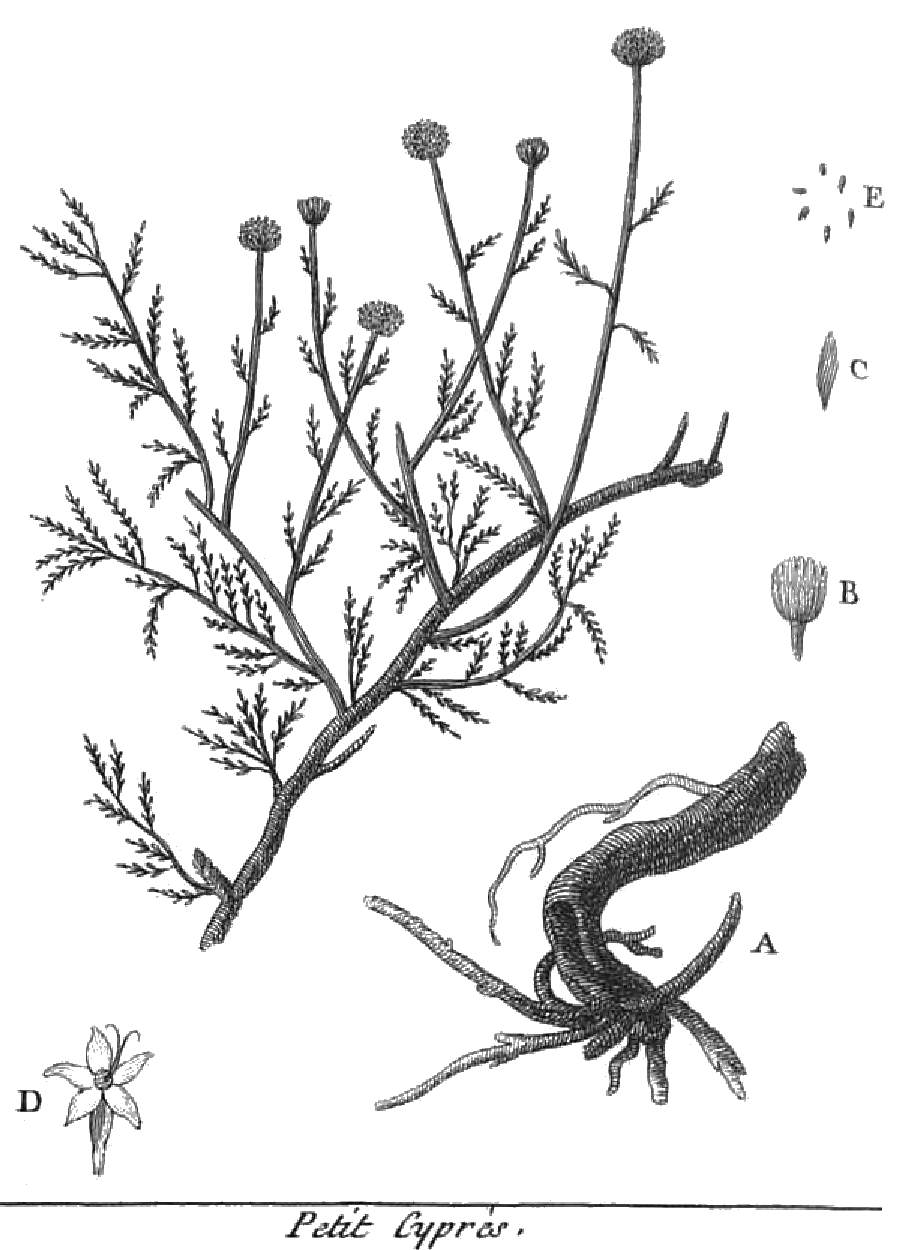
Planche descriptive
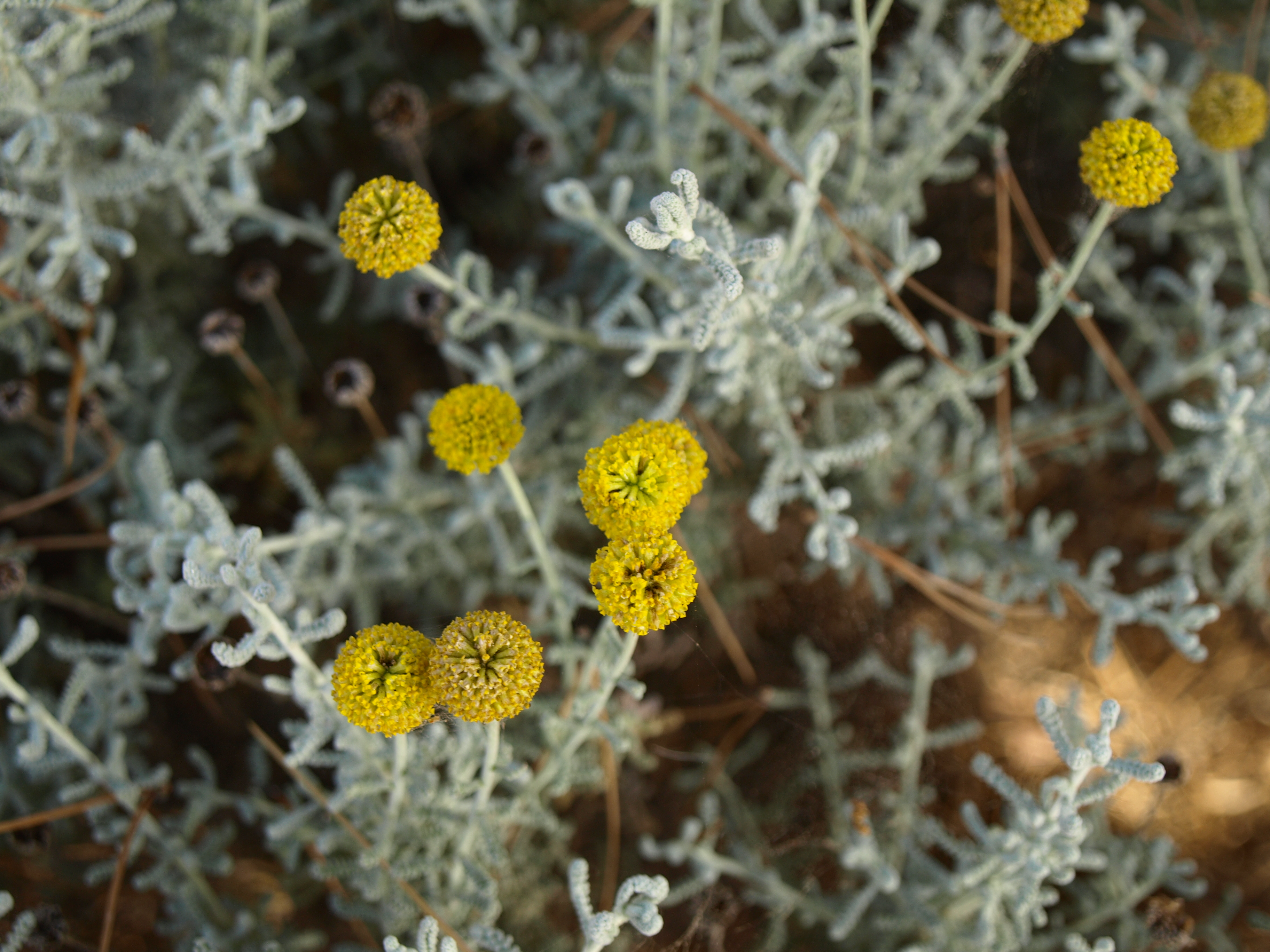
Fleurs
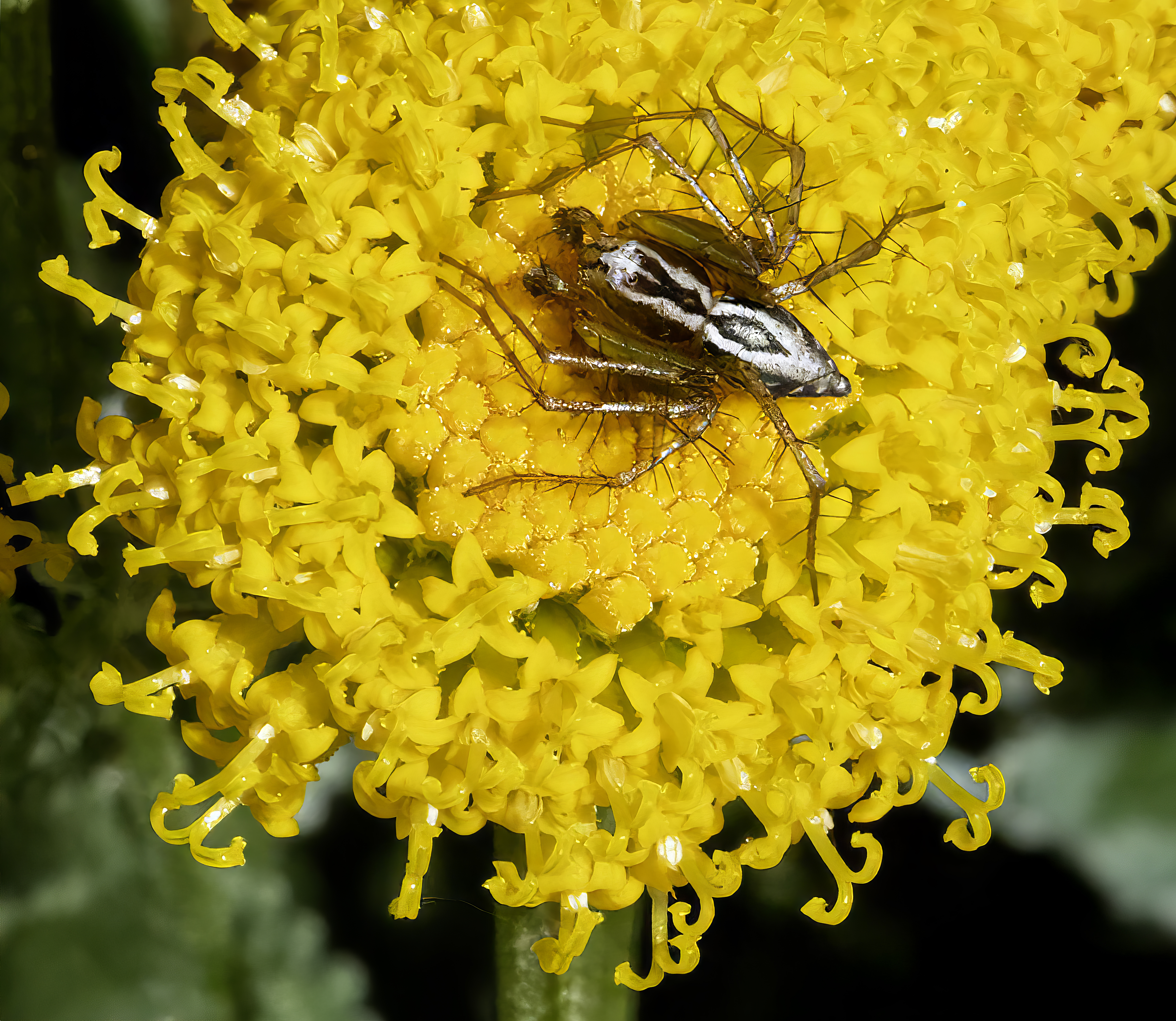
Oxyopes lineatus sur Santolina chamaecyparissus